# بلاگاردا
بلاگاردا (به اسپانیایی: Bellaguarda) یک منطقهٔ مسکونی در اسپانیا است که در گاریگوس واقع شده‌است. بلاگاردا ۱۷٫۱ کیلومتر مربع مساحت دارد ۶۴۰ متر بالاتر از سطح دریا واقع شده‌است.